# Luis Fábrega Coello
Luis Fábrega Coello (Ourense, 1876 - ?) fou un farmacèutic i polític gallec. Membre del Partit Republicà Radical, quan es proclamà la Segona República Espanyola fou president de la Comissió Gestora de la Diputació d'Ourense, des d'on va promoure la creació de Caixa d'Estalvis Provincial de Vigo, Ourense i Pontevedra. També fou elegit diputat per la província d'Ourense a les eleccions generals espanyoles de 1931.